# Hanuš Kolowrat-Krakowský-Liebsteinský
Hanuš Kolowrat-Krakowský-Liebsteinský (24. června 1879 Černíkovice – 14. dubna 1955 Rychnov nad Kněžnou) byl český šlechtic z rodu Kolowrat-Krakowský-Liebsteinský. Působil jako diplomat a později jako právník, který zastupoval pojišťovny a banky. V září 1939 podepsal prohlášení české šlechty o věrnosti českému národu.

## Život

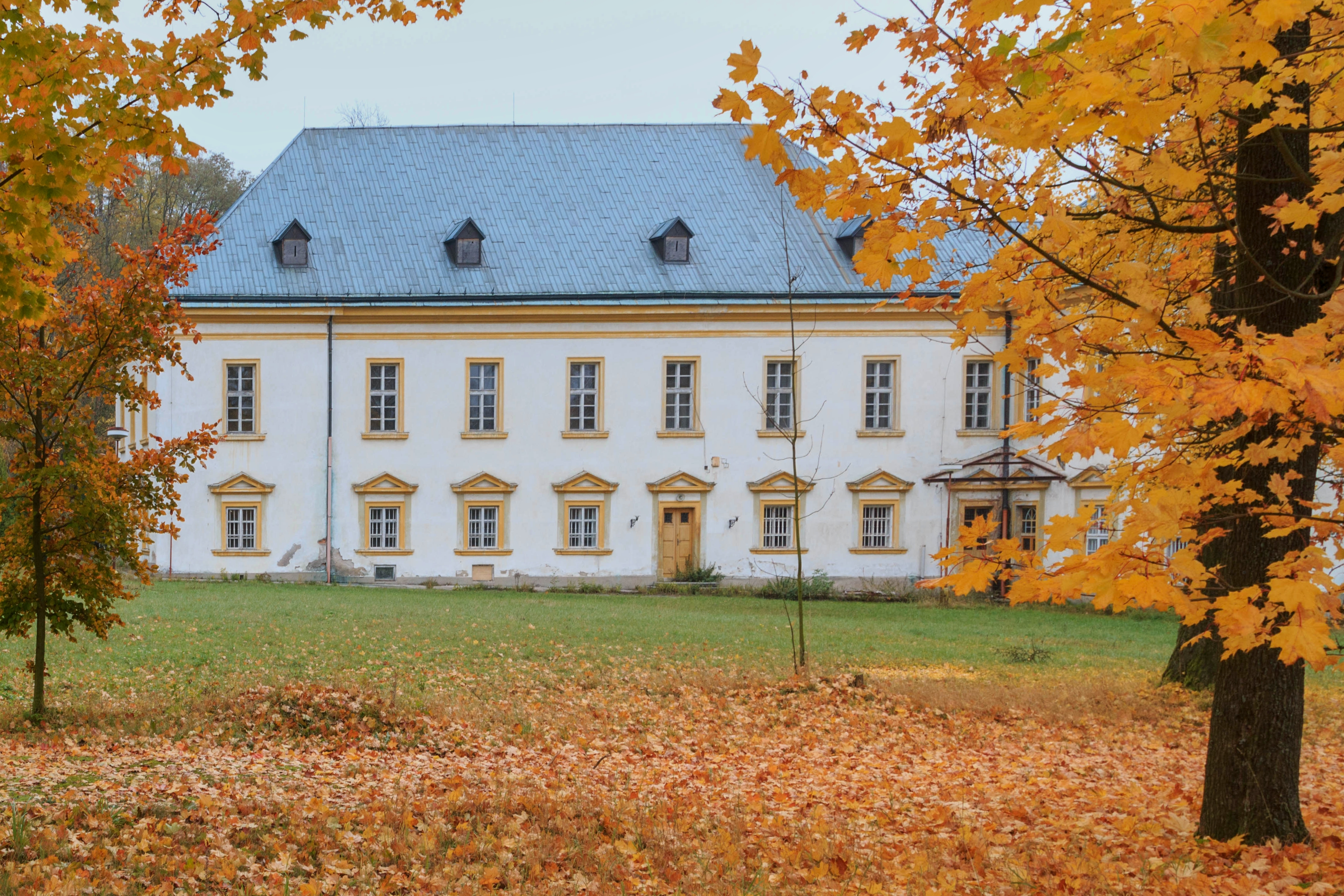
Zámek Černíkovice, kde se Hanuš narodil

Pocházel z mladší (rychnovské) linie Kolowrat-Krakowských. Narodil se jako syn Zdeňka staršího Kolowrata Krakowského Liebsteinského (1836–1892) a jeho manželky Olgy z Khevenhüller-Metsch (1850–1932). Jeho starší bratr Bohuslav (1876–1934) a po něm mladší bratr Zdeněk (1881–1941) byli majiteli statku Rychnov nad Kněžnou. Kromě nich měl Hanuš ještě osm sourozenců, z nichž někteří zemřeli v Chile.
Navštěvoval gymnázium v Rychnově nad Kněžnou a poté vystudoval práva na Karlově univerzitě v Praze. Pak vstoupil do diplomatických služeb. V Paříži, kam byl vyslán jako vojenský atašé, se seznámil s Milanem Rastislavem Štefánikem. Nakonec působil jako legační sekretář československého ministerstva zahraničí ve Vídni. Byl také předsedou správní rady Slovanské pojišťovny.
V roce 1934 zemřel jeho bezdětný bratr Bohuslav, majitel statků Rychnov nad Kněžnou a Černíkovice. Hanuš se nástupnictví v rodě vzdal a majetek přešel na mladšího bratra Zdeňka s podmínkou, že příštím majorátním pánem bude jeho syn Kryštof.
V září 1939 podepsal spolu s bratry Zdeňkem, Egonem a Othmarem prohlášení české šlechty o věrnosti českému národu. Proto pak byla na majetek jeho rodu uvalena vnucená správa.
Po roce 1948 byl s rodinou vystěhován ze zámku Černíkovice, ale žádné náhradní bydlení jim nebylo přiděleno. Přestěhovali se do Potštejna k Alžbětě Dobrzenské, roz. z Wenckheimu (1888–1964). V roce 1953 byl on, jeho manželka a syn zatčeni. Už více než sedmdesátiletý byl pracovně nasazen u státního statku u Trutnova, musel například zametat dvůr. Jeho manželka byla rok bez soudu držena ve vězení na Pankráci. Později i nadále bydleli v Potštejně.

## Rodina
Ve Vídni se 12. prosince 1918 oženil s Hubertou, roz. Wurmbrand-Stuppach (24. 6. 1892 Mauer bei Wien – 4. prosince 1967 Steyersberg), dcerou Wilhelma hraběte Wurmbrand-Stuppach a jeho manželky Margarethy ze Schenku. Narodily se jim dvě děti:
- 1. Marie Johanna (30. 7. 1919 Zámeček u Plzně – 17. 7. 2006 Hamilton, USA)
  - ∞ (25. 11. 1948 Černíkovice) Ivan Laxa (29. 10. 1918 Praha – 8. 12. 1982 Boston, USA)
- 2. Kryštof (21. 6. 1927 Plzeň – 10. 12. 1999 Vídeň), v roce 1992 zrestituoval majetek
  - ∞ (9. 11. 1957 Teplice) Drahoslava (Dana) Jiroušková (16. 3. 1933 Katovice u Strakonic – 7. 9. 2015 Černíkovice)

Manželka se po Hanušově smrti vystěhovala z Československa do Rakouska a bydlela u svého bratra.

## Ocenění
Několikrát byl oceněn. Byl rytířem italského Řádu svatých Mořice a Lazara a držitelem královského švédského Řádu severní hvězdy.